# Dalkingen
Dalkingen ist ein Ortsteil von Rainau im baden-württembergischen Ostalbkreis. Im Zuge der Verwaltungsreform in Baden-Württemberg wurde die Gemeinde Rainau am 1. Januar 1975 aus den bis dahin selbständigen Gemeinden Schwabsberg und Dalkingen gebildet. Zum Ort gehört der Weiler Weiler.

## Geschichte
Dalkingen wurde um 1136 das erste Mal erwähnt. Alte Schreibweisen des Ortes sind Talkingen, Dallkgingen oder auch Tällgingen. Die Endung -ingen des Ortsnamens deutet darauf hin, dass der Ort bereits in der Altsiedelzeit besiedelt wurde.
Der Ort ist alter Besitz des Klosters Ellwangen und ging als Lehen an die Adelsfamilien Schwabsberg, Westerstetten, Adelmann und Weischenfeld. Seit dem 14. Jahrhundert war auch das Spital Dinkelsbühl an Grundbesitz und Obrigkeit beteiligt.
Der Ort kam 1803 an Württemberg, der Dinkelsbühler Besitz 1803 an Bayern, 1810 an Württemberg. Bis 1938 lag der Ort im Oberamt Ellwangen, dann kam er zum Landkreis Aalen, welcher 1973 in den Ostalbkreis aufging.

## Sehenswürdigkeiten
- Limestor Dalkingen

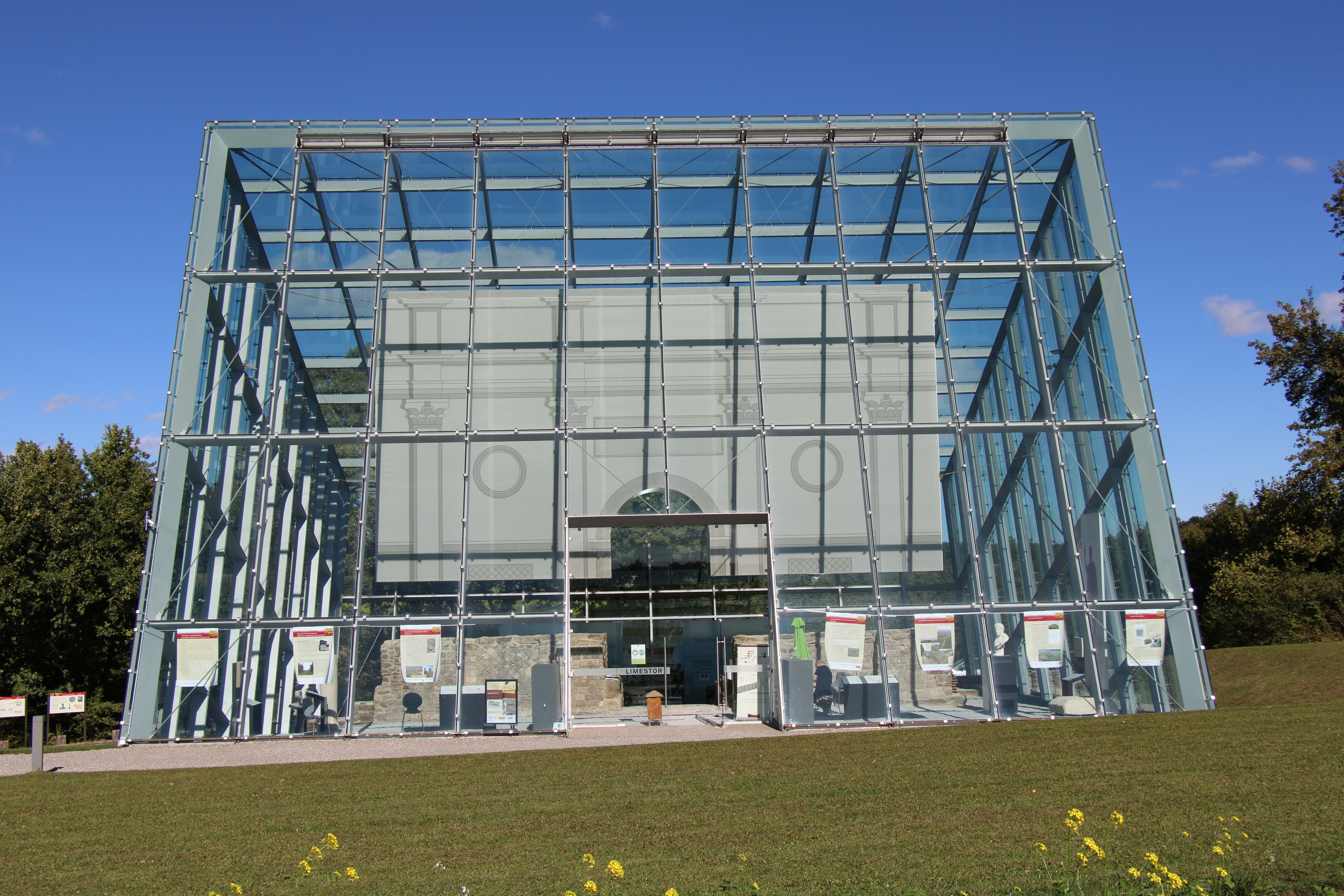
Limestor
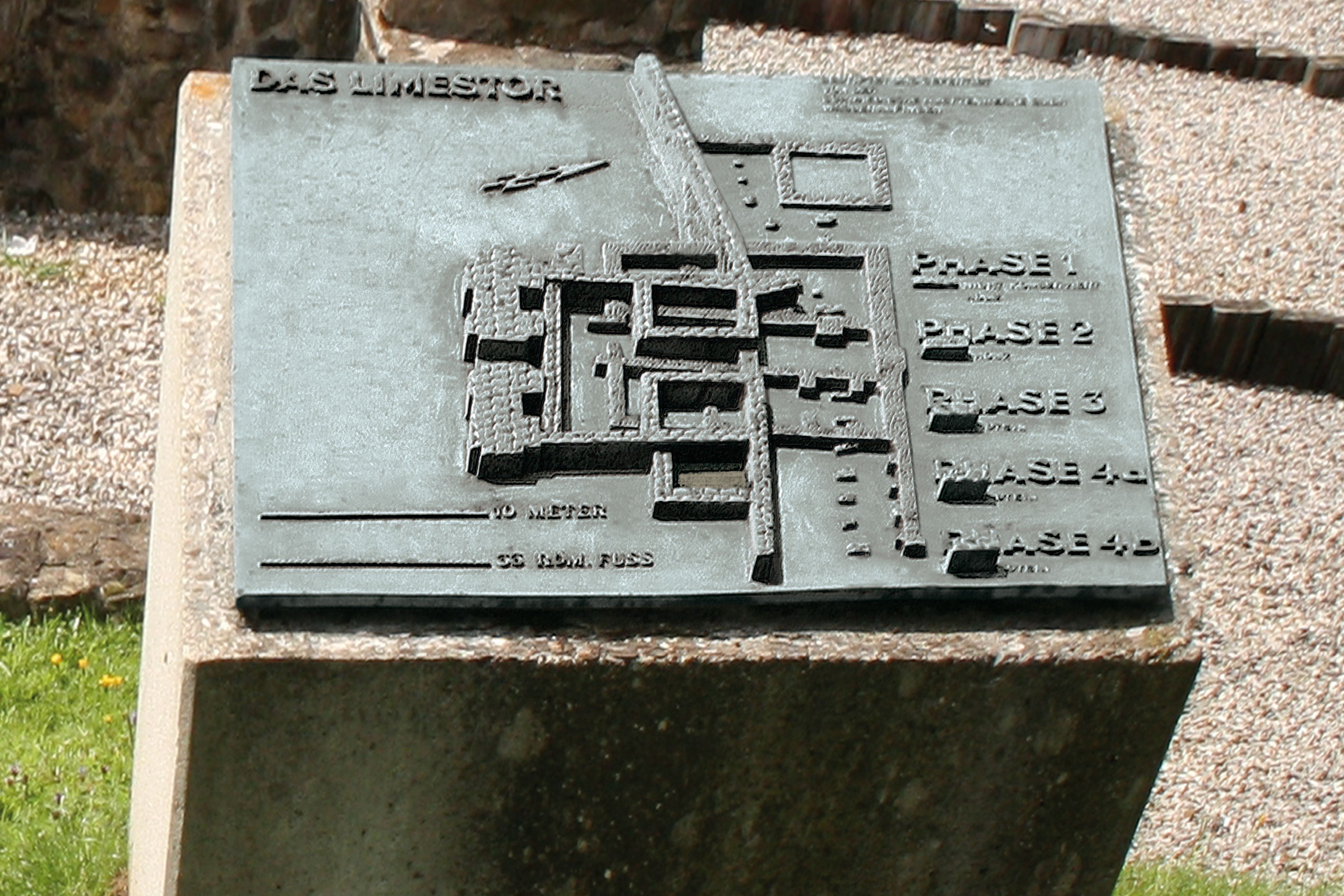
Limestor Bronzetafel

## Galerie

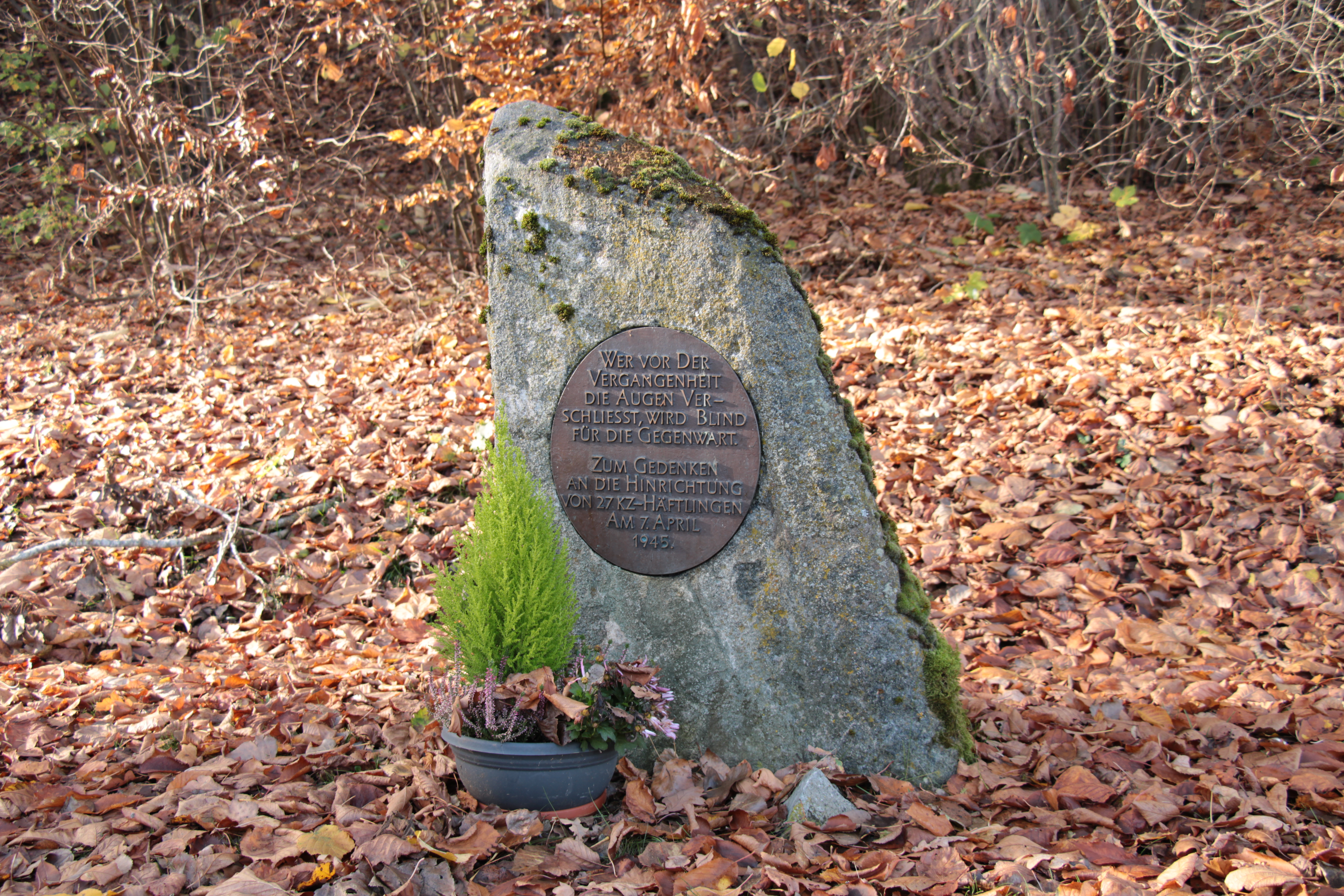
Denkmal zum Gedenken an die Hinrichtung von 27 KZ-Häftlingen
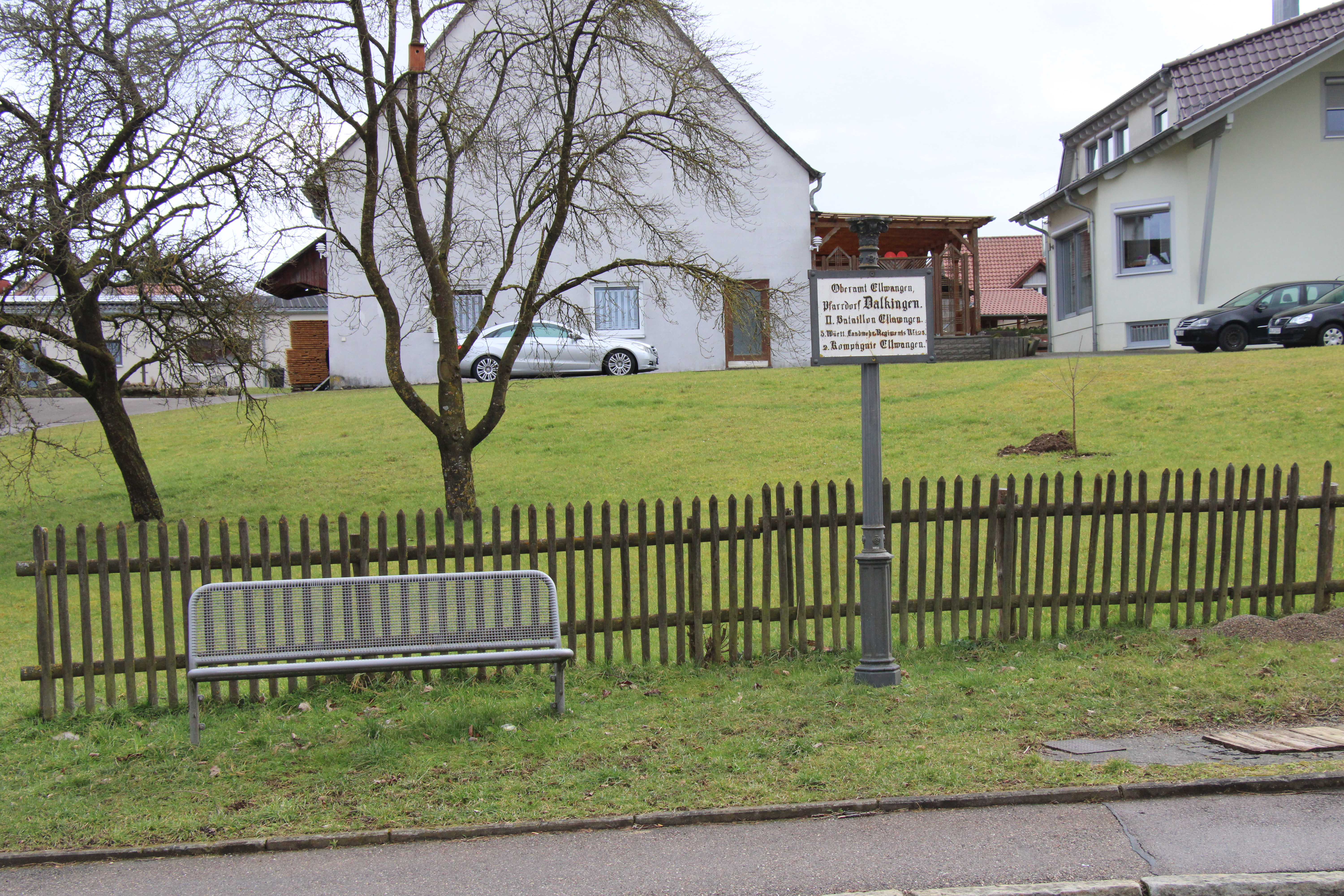
Alte Ortstafel von Dalkingen
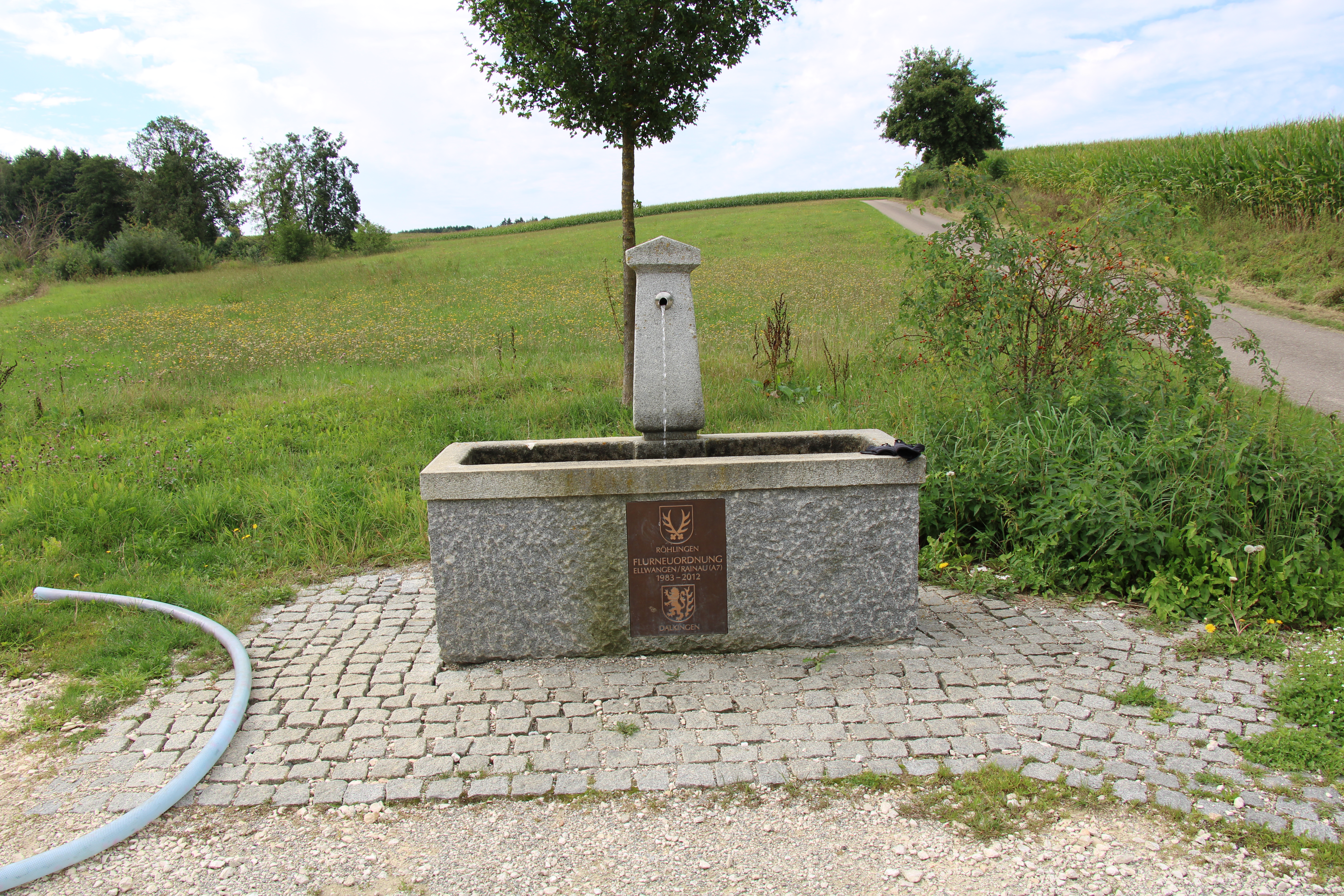
Brunnen zur Flurneuordnung